# 夏娃的七个女儿
《夏娃的七个女儿——追踪人类遗传先祖的科学故事》（英語：The Seven Daughters of Eve: The Science That Reveals Our Genetic Ancestry）是一本英国遗传学家布莱恩·赛克斯创作的科普图书，2001年出版，“夏娃”和“女儿”分别指粒線體夏娃和不同的人類線粒體DNA單倍體群。